# 姫路市平和資料館
姫路市平和資料館（ひめじしへいわしりょうかん）は、兵庫県姫路市西延末の手柄山平和公園にある戦争に関する博物館（平和資料館）。
施設近くには太平洋戦全国戦災都市空爆死没者慰霊塔が建立されている。

## 概要
姫路空襲の被災等に関する資料や映像などの展示を通して、戦争の惨禍と平和の尊さを後世に伝え、平和な社会の発展に寄与するために、1996年（平成8年）4月26日に開館した。

## 施設
- 鉄筋コンクリート2階建[2]。
  - 1階 - 常設展示室・図書室・ビデオコーナー・事務室が設置されている。常設展示室では「美しい城下町・姫路」・「覆われた姫路城」・「炎の中の姫路城」・「よみがえる姫路城」・「平和を祈って」の5つのテーマに沿った姫路の市民生活や戦争被害を中心にした展示がされている。当時の市民生活や姫路空襲などの写真や当時の物品、再現模型が展示されている。
  - 2階 - 多目的展示室（企画展示）・会議室・ホール・収蔵庫が設置されている。企画展示では数週間から数ヶ月の期間限定の企画展示が年に数回行われている。

## 利用情報
- 開館時間：午前9時30分から午後5時（入館は午後4時30分まで）。
- 休館日：毎週月曜日（祝日の場合は翌日休館）、祝日の翌日（土曜・日曜・祝日の場合を除く）、年末年始（12月28日～1月5日）。
- ひょうごっ子ココロンカード[3]、どんぐりカード[4]、姫路市高齢者福祉優待カード[5]の対象施設になっている。対象者はカードを提示すれば入場無料。
- 入館料金
  - 常設展示室：一般200円（160円）、小・中学生50円（40円）。（括弧）内は20名以上の団体料金。
  - 企画展：無料
  - 以下の日は入館が無料になる。
    - 5月5日：子供の日
    - 6月22日：姫路空襲の日
    - 7月3日：姫路空襲の日
    - 7月22日：姫路市平和都市宣言の日
    - 8月15日：終戦の日
    - 10月26日：太平洋戦全国空爆戦没者慰霊の日
    - 11月23日：勤労感謝の日

## 交通
神姫バス「手柄山中央公園口」より徒歩約12分。

## 周辺施設
- 太平洋戦全国戦災都市空爆死没者慰霊塔
- 姫路市立姫路球場
- 姫路市立陸上競技場
- 姫路市立中央体育館
- 兵庫県立武道館
- 姫路市立水族館
- 手柄山交流ステーション（モノレール展示室を併設）
- 手柄山温室植物園
- ひめじ手柄山遊園・姫路市民プール
- 姫路市文化センター